# Liste der österreichischen Meister im Skilanglauf
In der Liste der österreichischen Meister im Skilanglauf werden alle (bekannten) Medaillengewinner im Skilanglauf bei österreichischen Meisterschaften seit der ersten Durchführung 1907 aufgeführt.

## Männer

### 10 km
| Meisterschaft | Gold               | Silber              | Bronze             |
| ------------- | ------------------ | ------------------- | ------------------ |
| 1992          | Alois Stadlober    | Andreas Ringhofer   | Alois Schwarz      |
| 1993          | Markus Gandler     | Alois Schwarz       | Alois Stadlober    |
| 1994          | Alois Stadlober    | Markus Gandler      | Alexander Marent   |
| 1995          | Alois Stadlober    | Christian Hoffmann  | Gerhard Urain      |
| 1996          | Markus Gandler     | Alois Stadlober     | Alexander Marent   |
| 1997          | Markus Gandler     | Christian Hoffmann  | Achim Walcher      |
| 1998          | Michail Botwinow   | Markus Gandler      | Alexander Marent   |
| 1999          | Alois Stadlober    | Michail Botwinow    | Markus Gandler     |
| 2001          | Michail Botwinow   | Gerhard Urain       | Johannes Eder      |
| 2002          | Alois Blassing     | Norbert Ganner      | Achim Walcher      |
| 2008          | Jürgen Pinter      | Michael Reiter      | Harald Schuler     |
| 2009          | Christian Hoffmann | Thomas Stöggl       | Sven Grossegger    |
| 2010          | Lukas Hechl        | Johannes Dürr       | Thomas Grader      |
| 2011          | Martin Sutter      | Niklas Liederer     | Aurelius Herburger |
| 2012          | Johannes Dürr      | Aurelius Herburger  | Bernhard Tritscher |
| 2013          | Bernhard Tritscher | Aurelius Herburger  | Luis Stadlober     |
| 2014          | Markus Bader       | Kevin Plessnitzer   | Tobias Eberhard    |
| 2015          | Tobias Habenicht   | Luis Stadlober      | Aurelius Herburger |
| 2016          | Luis Stadlober     | Tobias Riedlsperger | Felix Deiser       |
| 2021          | Phillipp Leodolter | Fredrik Mühlbacher  | Michael Föttinger  |

### 15 km
| Meisterschaft | Gold                | Silber                  | Bronze                  |
| ------------- | ------------------- | ----------------------- | ----------------------- |
| 1907          | Rudolf Biehler      | Bruno Biehler           | Fritz Miller            |
| 1908          | Fritz Miller        | Gustav Jahn             | -                       |
| 1909          | Fritz Miller        | Emmerich Rath           | Oskar Blich             |
| 1911          | Karl Böhm-Hennes    | Franz Buchberger        | Adolf Pucher            |
| 1912          | Lauritz Bergendahl  | Per Simonsen            | Johann Henriksen        |
| 1913          | Arild Berg          | Paul Rotter             | Matthias Aas            |
| 1914          | Oliver Perry Smith  |                         |                         |
| 1968          | Andreas Janc        | Heinrich Wallner        | Walter Sailer           |
| 1969          | Andreas Janc        | Heinrich Wallner        | Hansjörg Farbmacher     |
| 1970          | Heinrich Wallner    | Andreas Janc            | Walter Sailer           |
| 1971          | Herbert Wachter     | Andreas Janc            | Heinz Moosbrugger       |
| 1972          | Willi Tinnayl       | Reinhold Feichter       | Werner Vogel            |
| 1973          | Herbert Wachter     | Josef Vogel             | Werner Vogel            |
| 1974          | Werner Vogel        | Heinrich Wallner        | Herbert Wachter         |
| 1975          | Werner Vogel        | Josef Vogel             | Herbert Wachter         |
| 1976          | Herbert Wachter     | Josef Vogel             | Werner Vogel            |
| 1977          | Herbert Wachter     | Josef Vogel             | Rudolf Janach           |
| 1978          | Reinhard Grossegger | Josef Vogel             | Werner Vogel            |
| 1979          | Josef Vogel         | Werner Vogel            | Reinhold Feichter       |
| 1980          | Josef Vogel         | Werner Vogel            | Peter Juric             |
| 1981          | Anton Hierschläger  | Franz Gattermann        | Josef Vogel             |
| 1982          | Peter Juric         | Andreas Gumpold         | Hans Peter Schwendinger |
| 1983          | Alois Stadlober     | Walter Mayer            | Peter Juric             |
| 1984          | Alois Stadlober     | Peter Juric             | Franz Gattermann        |
| 1985          | Alfred Eder         | Siegfried Hofstätter    | Alois Stadlober         |
| 1986          | Alois Stadlober     | Hans Peter Schwendinger | André Blatter           |
| 1987          | Markus Gandler      | Alois Stadlober         | André Blatter           |
| 1988          | Alois Stadlober     | Markus Gandler          | André Blatter           |
| 1989 Freistil | Markus Gandler      | Alois Stadlober         | Alois Schwarz           |
| 1989 Klassik  | Alois Stadlober     | Alois Schwarz           | Michael Maier           |
| 1990 Freistil | André Blatter       | Alois Schwarz           | Markus Gandler          |
| 1990 Klassik  | Alois Stadlober     | André Blatter           | Markus Gandler          |
| 1991 Freistil | Alois Stadlober     | Alois Schwarz           | Alexander Marent        |
| 1991 Klassik  | Alois Stadlober     | Andreas Ringhofer       | Alexander Marent        |
| 1992          | Alois Stadlober     | Markus Gandler          | André Blatter           |
| 1993          | Markus Gandler      | Alois Schwarz           | Alois Stadlober         |
| 1994          | Markus Gandler      | Alois Stadlober         | Alois Schwarz           |
| 2003          | Gerhard Urain       | Achim Walcher           | Martin Tauber           |
| 2004          | Johannes Eder       | Michael Hauser          | Markus Grabmayr         |
| 2005          | Michail Botwinow    | Roland Diethart         | Gerhard Urain           |
| 2006          | Manuel Hirner       | Lukas Hechl             | Johannes Eder           |
| 2007          | Michael Eberharter  | Jürgen Pinter           | Roland Diethart         |
| 2017          | Max Hauke           | Bernhard Tritscher      | Alexander Gotthalmseder |
| 2018          | Max Hauke           | Dominik Baldauf         | Bernhard Flaschberger   |
| 2019          | Bernhard Tritscher  | Luis Stadlober          | Clemens Blassnig        |
| 2020          | Mika Vermeulen      | Benjamin Moser          | Fredrik Mühlbacher      |

### 16 km
| Meisterschaft | Gold                | Silber | Bronze |
| ------------- | ------------------- | ------ | ------ |
| 1923          | Method Scheiber     |        |        |
| 1924          | Vinzenz Buchberger  |        |        |
| 1925          | Fridtjof Paumgarten |        |        |
| 1926          | Harald Paumgarten   |        |        |
| 1927          | Harald Paumgarten   |        |        |
| 1928          | Harald Bosio        |        |        |
| 1932          | Franz Harrer        |        |        |
| 1932          | Harald Bosio        |        |        |
| 1934          | Heli Lantschner     |        |        |
| 1935          | Hugo Gstrein        |        |        |
| 1936          | Peter Radacher      |        |        |
| 1947          | Josef Gstrein       |        |        |
| 1948          | Josef Gstrein       |        |        |
| 1949          | Josef Gstrein       |        |        |
| 1950          | Hias Noichl         |        |        |
| 1951          | Fritz Krischan      |        |        |
| 1952          | Josef Schneeberger  |        |        |
| 1953          | Karl Rafreider      |        |        |
| 1954          | Josef Schneeberger  |        |        |
| 1955          | Josef Schneeberger  |        |        |
| 1956          | Josef Schneeberger  |        |        |
| 1957          | Franz Vetter        |        |        |
| 1958          | Hermann Mayr        |        |        |
| 1959          | Hermann Mayr        |        |        |
| 1960          | Hermann Mayr        |        |        |
| 1961          | Heinz Härting       |        |        |
| 1962          | Andreas Janc        |        |        |
| 1963          | Andreas Janc        |        |        |
| 1964          | Andreas Janc        |        |        |
| 1965          | Andreas Janc        |        |        |
| 1966          | Andreas Janc        |        |        |
| 1967          | Andreas Janc        |        |        |

### 30 km
| Meisterschaft | Gold                 | Silber                  | Bronze                |
| ------------- | -------------------- | ----------------------- | --------------------- |
| 1952          | Josef Schneeberger   |                         |                       |
| 1953          | Josef Schneeberger   |                         |                       |
| 1954          | Josef Schneeberger   |                         |                       |
| 1955          | Josef Schneeberger   |                         |                       |
| 1957          | Franz Vetter         |                         |                       |
| 1958          | Hermann Mayr         | Hermann Lackner         | Franz Vetter          |
| 1959          | Hermann Mayr         |                         |                       |
| 1960          | Hermann Mayr         |                         |                       |
| 1961          | Andreas Janc         |                         |                       |
| 1962          | Andreas Janc         |                         |                       |
| 1963          | Franz Vetter         |                         |                       |
| 1964          | Andreas Janc         |                         |                       |
| 1965          | Andreas Janc         |                         |                       |
| 1967          | Andreas Janc         |                         |                       |
| 1968          | Andreas Janc         |                         |                       |
| 1969          | Andreas Janc         | Heinrich Wallner        | Bertl Maurer          |
| 1970          | Andreas Janc         | Heinrich Wallner        | Hansjörg Farbmacher   |
| 1971          | Bertl Maurer         | Herbert Wachter         | Eugen Huber           |
| 1972          | Werner Vogel         | Willi Tinnay            | Peter Steiner         |
| 1973          | Herbert Wachter      | Werner Vogel            | Hermann Wachter       |
| 1974          | Herbert Wachter      | Werner Vogel            | Heinrich Wallner      |
| 1975          | Herbert Wachter      | Reinhold Feichter       | Werner Vogel          |
| 1976          | Herbert Wachter      | Reinhold Feichter       | Rudolf Horn           |
| 1977          | Werner Vogel         | Bernhard Winter         | Rudolf Horn           |
| 1978          | Reinhard Grossegger  | Herbert Wachter         | Reinhold Feichter     |
| 1979          | Reinhold Feichter    | Rudolf Janach           | Josef Vogel           |
| 1980          | Franz Gattermann     | Peter Juric             | Josef Vogel           |
| 1981          | Peter Juric          | Franz Gattermann        | Josef Rehrl           |
| 1982          | Peter Juric          | Franz Gattermann        | Andreas Gumpold       |
| 1983          | Alois Stadlober      | Walter Mayer            | Franz Gattermann      |
| 1985          | Franz Gattermann     | Alois Stadlober         | Peter Juric           |
| 1986          | André Blatter        | Johann Standmann        | Johann Obererlacher   |
| 1987          | Alois Stadlober      | Markus Gandler          | André Blatter         |
| 1988          | Markus Gandler       | Alois Stadlober         | André Blatter         |
| 1989          | Alois Stadlober      | Alois Schwarz           | Markus Gandler        |
| 1990          | Alois Stadlober      | Hans Peter Schwendinger | Alexander Marent      |
| 1991          | Alois Schwarz        | Alois Stadlober         | Alexander Marent      |
| 1992          | Alois Stadlober      | Alois Schwarz           | Markus Gandler        |
| 1993          | Alois Stadlober      | Markus Gandler          | Gerhard Urain         |
| 1994          | Alois Stadlober      | Markus Gandler          | Alexander Marent      |
| 1995          | Alois Stadlober      | Gerhard Urain           | Alois Schwarz         |
| 1996          | Ludwig Gredler       | Alois Blassing          | Wolfgang Perner       |
| 1997          | Michail Botwinow     | Alexander Marent        | Martin Tauber         |
| 1998          | Markus Gandler       | Gerhard Urain           | Alexander Marent      |
| 1999          | Gerhard Urain        | Christian Hoffmann      | Enrico Rieder         |
| 2000          | Gerhard Urain        | Jürgen Pinter           | Alexander Marent      |
| 2002          | Gerhard Urain        | Johannes Eder           | Jürgen Pinter         |
| 2003          | Marc Mayer           | Johannes Eder           | Alexander Marent      |
| 2005          | Gerhard Urain        | Christian Hoffmann      | Jürgen Pinter         |
| 2006          | Christian Hoffmann   | Michael Eberharter      | Norbert Ganner        |
| 2007          | Christian Hoffmann   | Daniel Mesotitsch       | Johannes Eder         |
| 2008          | Christian Hoffmann   | Dominik Landertinger    | Manuel Hirner         |
| 2009          | Michael Hauser       | Norbert Ganner          | Michael Reiter        |
| 2010          | Manuel Hirner        | Bernhard Tritscher      | Thomas Grader         |
| 2011          | Bernhard Tritscher   | Jürgen Pinter           | Max Hauke             |
| 2012          | Dominik Landertinger | Bernhard Tritscher      | Niklas Liederer       |
| 2013          | Max Hauke            | Bernhard Tritscher      | Daniel Mesotitsch     |
| 2014          | Bernhard Tritscher   | Dominik Baldauf         | Tobias Habenicht      |
| 2015          | Bernhard Tritscher   | Markus Bader            | Dominik Baldauf       |
| 2016          | Bernhard Tritscher   | Paul Gerstgraser        | Luis Stadlober        |
| 2017          | Paul Gerstgraser     | Bernhard Flaschberger   | Luis Stadlober        |
| 2018          | Dominik Baldauf      | Bernhard Flaschberger   | Thomas Jöbstl         |
| 2019          | Paul Gerstgraser     | Luis Stadlober          | Bernhard Flaschberger |

### 50 km
| Meisterschaft | Gold                | Silber             | Bronze                  |
| ------------- | ------------------- | ------------------ | ----------------------- |
| 1978          | Reinhard Grossegger | Walter Mayer       | Bernhard Winter         |
| 1979          | Werner Vogel        | Franz Gattermann   | Josef Vogel             |
| 1981          | Walter Mayer        | Peter Juric        | Markus Lackner          |
| 1982          | Peter Juric         | Franz Gattermann   | Walter Mayer            |
| 1983          | Walter Mayer        | Alois Stadlober    | Franz Gattermann        |
| 1984          | Peter Juric         | Alois Stadlober    | Johann Standmann        |
| 1985          | Alois Stadlober     | Franz Gattermann   | Hans Peter Schwendinger |
| 1986          | Alois Stadlober     | Alois Schwarz      | Michael Standmann       |
| 1988          | André Blatter       | Alois Stadlober    | Johann Standmann        |
| 1989          | Markus Gandler      | Franz Schuler      | Alois Schwarz           |
| 1990          | Alois Stadlober     | André Blatter      | Alois Schwarz           |
| 1991          | Alois Stadlober     | Alois Schwarz      | Alois Blassing          |
| 1992          | Alois Stadlober     | André Blatter      | Gerhard Drosg           |
| 1993          | Markus Gandler      | Alois Schwarz      | André Blatter           |
| 1994          | Alois Blassing      | André Blatter      | Gerhard Urain           |
| 1995          | Alois Schwarz       | Reinhard Neuner    | André Blatter           |
| 1996          | Alois Stadlober     | Alois Blassing     | Gerhard Urain           |
| 1997          | Michail Botwinow    | Christian Hoffmann | Wolfgang Perner         |
| 1998          | Gerhard Urain       | Alois Stadlober    | Christian Hoffmann      |
| 1999          | Michail Botwinow    | Alois Blassing     | Markus Grinninger       |
| 2000          | Johannes Eder       | Alois Blassing     | Christian Schwarz       |
| 2001          | Christian Hoffmann  | Alois Blassing     | Martin Tauber           |
| 2002          | André Blatter       | Johannes Eder      | Markus Grinninger       |
| 2003          | Martin Tauber       | Norbert Ganner     | Alexander Marent        |
| 2004          | Martin Tauber       | Jürgen Pinter      | Markus Keplinger        |

### Verfolgung/Doppelverfolgung
| Meisterschaft | Gold               | Silber             | Bronze                  |
| ------------- | ------------------ | ------------------ | ----------------------- |
| 1995          | Alois Stadlober    | Gerhard Urain      | Christian Hoffmann      |
| 1996          | Markus Gandler     | Alois Stadlober    | Achim Walcher           |
| 1998          | Christian Hoffmann | Achim Walcher      | Christoph Sumann        |
| 1999          | Alois Stadlober    | Michail Botwinow   | Markus Gandler          |
| 2000          | Michail Botwinow   | Alexander Marent   | Achim Walcher           |
| 2002          | Achim Walcher      | Christian Schwarz  | Martin Tauber           |
| 2004          | Jürgen Pinter      | Johannes Eder      | Ulrich Eger             |
| 2006          | Martin Tauber      | Christian Hoffmann | Norbert Ganner          |
| 2007          | Roland Diethart    | Michael Eberharter | Jürgen Pinter           |
| 2009          | Christian Hoffmann | Harald Schuler     | Michael Eberharter      |
| 2010          | Thomas Grader      | Johannes Dürr      | Lukas Hechl             |
| 2011          | Aurelius Herburger | Lukas Weitgasser   | Philipp Bachl           |
| 2012          | Johannes Dürr      | Thomas Grader      | Michael Eberharter      |
| 2013          | Bernhard Tritscher | Aurelius Herburger | Thomas Ebner            |
| 2014          | Markus Bader       | Kevin Plessnitzer  | Niklas Liederer         |
| 2015          | Luis Stadlober     | Aurelius Herburger | Alexander Gotthalmseder |
| 2016          | Luis Stadlober     | Tobias Habenicht   | Simon Kugler            |
| 2017          | Max Hauke          | Bernhard Tritscher | Tobias Habenicht        |
| 2018          | Phillipp Leodolter | Benjamin Moser     | Clemens Blassnig        |
| 2019          | Bernhard Tritscher | Clemens Blassnig   | Fredrik Mühlbacher      |
| 2020          | Mika Vermeulen     | Benjamin Moser     | Fredrik Mühlbacher      |

### Sprint
| Meisterschaft | Gold               | Silber                | Bronze             |
| ------------- | ------------------ | --------------------- | ------------------ |
| 2000          | Reinhard Neuner    | Marc Mayer            | Jürgen Pinter      |
| 2001          | Reinhard Neuner    | Thomas Stöggl         | Marc Mayer         |
| 2002          | Reinhard Neuner    | Marc Mayer            | Thomas Stöggl      |
| 2003          | Martin Tauber      | Thomas Stöggl         | Reinhard Neuner    |
| 2004          | Thomas Stöggl      | Harald Wurm           | Johannes Eder      |
| 2005          | Thomas Stöggl      | Martin Stockinger     | Gerhard Urain      |
| 2006          | Thomas Stöggl      | Martin Stockinger     | Harald Wurm        |
| 2007          | Martin Stockinger  | Harald Wurm           | Günther Dengg      |
| 2008          | Harald Wurm        | Markus Bader          | Harald Schuler     |
| 2009          | Lukas Hechl        | Thomas Ebner          | Michael Kirchler   |
| 2010          | Markus Bader       | Aurelius Herburger    | Harald Wurm        |
| 2011          | Stefan Rosenberger | Bernhard Bär          | Harald Wurm        |
| 2012          | Aurelius Herburger | Bernhard Tritscher    | Markus Bader       |
| 2013          | Max Hauke          | Thomas Ebner          | Dominik Baldauf    |
| 2014          | Luis Stadlober     | Harald Wurm           | Max Hauke          |
| 2015          | Dominik Baldauf    | Bernhard Tritscher    | Harald Wurm        |
| 2016          | Bernhard Tritscher | Paul Gerstgraser      | Niklas Liederer    |
| 2017          | Luis Stadlober     | Bernhard Flaschberger | Philipp Orter      |
| 2018          | Dominik Baldauf    | Paul Gerstgraser      | Patrick Jakob      |
| 2019          | Luis Stadlober     | Benjamin Moser        | Clemens Blassnig   |
| 2020          | Tobias Habenicht   | Michael Föttinger     | Phillipp Leodolter |
| 2021          | Phillipp Leodolter | Lukas Mrkonjic        | Michael Föttinger  |

### Teamsprint
| Meisterschaft | Gold                           | Silber                          | Bronze                              |
| ------------- | ------------------------------ | ------------------------------- | ----------------------------------- |
| 1999          | Thomas Stöggl Michail Botwinow | Alois Blassnig Norbert Ganner   | Martin Tauber Christian Schwarz     |
| 2000          | Marc Mayer Wolfgang Rottmann   | Achim Walcher Gerhard Urain     | Martin Tauber Markus Gandler        |
| 2001          | Marc Mayer Thomas Stöggl       | Christian Schwarz Alois Schwarz | Günther Dengg Reinhard Neuner       |
| 2002          | Roland Diethart Achim Walcher  | Johannes Eder Thomas Stöggl     | Günther Dengg Reinhard Neuner       |
| 2003          | Roland Diethart Gerhard Urain  | Reinhard Neuner Norbert Ganner  | Christian Schwarz Alois Schwarz     |
| 2004          | Roland Diethart Gerhard Urain  | Johannes Eder Thomas Stöggl     | Alois Schwarz Bernhard Keplinger    |
| 2006          | Lukas Hechl Thomas Stöggl      | Martin Stockinger Harald Wurm   | Markus Grinninger Christian Schwarz |

### Staffel
| Meisterschaft | Gold                                                                  | Silber                                                            | Bronze                                                            |
| ------------- | --------------------------------------------------------------------- | ----------------------------------------------------------------- | ----------------------------------------------------------------- |
| 1947          | Tirol                                                                 |                                                                   |                                                                   |
| 1948          | TirolRafrejder Haslwanter Unterrainer Josef Gstrein                   |                                                                   |                                                                   |
| 1949          | TirolHias Noichl Haslwanter Rafrejder Josef Gstrein                   |                                                                   |                                                                   |
| 1950          | TirolHias Noichl Haslwanter Rafrejder Josef Gstrein                   |                                                                   |                                                                   |
| 1951          | TirolJosef Schneeberger Unterrainer Hias Noichl Rafrejder             |                                                                   |                                                                   |
| 1952          | TirolJosef Schneeberger Unterrainer Schulz Rafrejder                  |                                                                   |                                                                   |
| 1953          | TirolHias Noichl Rafrejder Schulz Josef Schneeberger                  |                                                                   |                                                                   |
| 1954          | TirolHias Noichl Rafrejder Schulz Josef Schneeberger                  |                                                                   |                                                                   |
| 1955          | TirolHerrmann Mayr Rafrejder Schulz Josef Schneeberger                |                                                                   |                                                                   |
| 1956          | TirolHerrmann Mayr Rafrejder Schulz Josef Schneeberger                |                                                                   |                                                                   |
| 1957          | TirolHerrmann Mayr Falkner Rafrejder Josef Schneeberger               |                                                                   |                                                                   |
| 1958          | Tirol IHerrmann Mayr Schrott Härting Franz Vetter                     | Steiermark                                                        | Kärnten I                                                         |
| 1960          | TirolFranz Vetter Härting Schrott Herrmann Mayr                       |                                                                   |                                                                   |
| 1961          | TirolWechselberger Herrmann Mayr Härting Franz Vetter                 |                                                                   |                                                                   |
| 1962          | TirolWechselberger Schrott Härting Herrmann Mayr                      |                                                                   |                                                                   |
| 1963          | TirolMeingassner Herrmann Mayr Hansjörg Farbmacher Franz Vetter       |                                                                   |                                                                   |
| 1964          | TirolErnst Schrott Meingassner Heinrich Wallner                       |                                                                   |                                                                   |
| 1965          | TirolSchrott Hansjörg Farbmacher G. Farbmacher Heinrich Wallner       |                                                                   |                                                                   |
| 1966          | TirolWalter Sailer Hansjörg Farbmacher G. Farbmacher Heinrich Wallner |                                                                   |                                                                   |
| 1967          | TirolWalter Sailer Franz Vetter Hansjörg Farbmacher Heinrich Wallner  |                                                                   |                                                                   |
| 1968          | TirolWalter Sailer Franz Vetter K. Farbmacher Heinrich Wallner        | Vorarlberg Bloder Horntrich Maurer Schwendinger                   | Salzburg Scherübl Scheuringer Braun Andreas Janc                  |
| 1969          | TirolWalter Sailer Hansjörg Farbmacher K. Farbmacher Heinrich Wallner | Salzburg Braun Öhlböck Scherübl Andreas Janc                      | KärntenWachter Rieger Tosoni Hauser                               |
| 1970          | TirolWalter Sailer K. Farbmacher Hansjörg Farbmacher Heinrich Wallner | Salzburg Braun Scherübl Andreas Janc Öhlböck                      | Vorarlberg Bertl Maurer Schwendinger Albl Horntrich               |
| 1971          | KärntenWachter Willi Tinnay Hauser Wachter                            | TirolHeinrich Wallner Hansjörg Farbmacher Steiner K. Farbmacher   | Salzburg Braun Riedelsperger Öhlböck Andreas Janc                 |
| 1972          | SteiermarkHorn Pichler Josef Vogel                                    | SalzburgBernhard Winter Hartl Weilharter                          | Mitter Weber Ruckendorfer                                         |
| 1973          | KärntenReinhold Feichter Herbert Wachter Wachter                      | TirolScheiber Hansjörg Farbmacher Heinrich Wallner                | SteiermarkJosef Vogel Pichler Werner Vogel                        |
| 1974          | OberösterreichFranz Gattermann Freynschlag Hones                      | KärntenRudolf Janach Koch Liesinger                               | SalzburgPerner Peter Juric Bernhard Winter                        |
| 1975          | SteiermarkRudolf Horn Werner Vogel Josef Vogel                        | KärntenRudolf Janach Reinhold Feichter Herbert Wachter            | TirolBrecher Peter Steiner Scheiber                               |
| 1976          | SteiermarkRudolf Horn Werner Vogel Josef Vogel                        | OberösterreichHones Franz Gattermann Weber                        | SalzburgBernhard Winter Eder Peter Juric                          |
| 1977          | SteiermarkRudolf Horn Werner Vogel Josef Vogel                        | TirolAndreas Gumpold Gröber Schmidt                               | SalzburgBernhard Winter Walter Mayer Eder                         |
| 1978          | SalzburgBernhard Winter Walter Mayer Peter Juric                      | SteiermarkRudolf Horn Werner Vogel Josef Vogel                    | KärntenReinhold Feichter Herbert Wachter Reinhard Grossegger      |
| 1979          | OberösterreichPerner Hones Franz Gattermann                           | SteiermarkMarkus Lackner Werner Vogel Josef Vogel                 | KärntenLiesinger Reinhold Feichter Reinhard Grossegger            |
| 1980          | Steiermark                                                            | Kärnten                                                           | Salzburg                                                          |
| 1981          | Salzburg Josef Rehrl Peter Juric Eder                                 | SteiermarkMarkus Lackner Alois Stadlober Vogel                    | KärntenRudolf Janach Herbert Wachter Reinhold Feichter            |
| 1983          | Salzburg                                                              | Steiermark                                                        | Vorarlberg                                                        |
| 1984          | Steiermark                                                            | Oberösterreich                                                    | Vorarlberg                                                        |
| 1985          | Oberösterreich                                                        | Steiermark                                                        | Salzburg                                                          |
| 1986          | Steiermark Ritzinger Alois Stadlober André Blatter                    | OberösterreichAlois Schwarz Hones Franz Gattermann                | KärntenReinhard Grossegger Michael Standmann Johann Standmann     |
| 1987          | Tirol Lengauer Franz Schuler Markus Gandler                           | Steiermark Gerhard Drosg Alois Stadlober André Blatter            | OberösterreichAlois Schwarz Hones Sigfried Hofstätter             |
| 1988          | Steiermark Achim Walcher Alois Stadlober André Blatter                | Tirol Ostermann W. Kattnig Markus Gandler                         | KärntenMichael Standmann Johann Standmann Reinhard Grossegger     |
| 1989          | Steiermark Achim Walcher Andreas Ringhofer Alois Stadlober            | Oberösterreich Franz Gattermann Sigfried Hofstätter Alois Schwarz | VorarlbergHans Peter Schwendinger Maier Alexander Marent          |
| 1990          | Steiermark Achim Walcher André Blatter Alois Stadlober                | Kärnten Graber Standmann Traninger                                | Tirol Alois Blassnig Johann Obererlacher Markus Gandler           |
| 1992          | Tirol Heinz Ranalter Norbert Ganner Markus Gandler                    |                                                                   |                                                                   |
| 1993          | Tirol Alois Blassnig Norbert Ganner Markus Gandler                    | Steiermark                                                        | Tirol                                                             |
| 1994          | Steiermark Achim Walcher André Blatter Gerhard Urain                  | Oberösterreich Schwarz Markus Grinninger Christian Hoffmann       | Tirol Alois Blassnig Norbert Ganner Markus Gandler                |
| 1995          | Tirol Alois Blassnig Norbert Ganner Markus Gandler                    |                                                                   | Oberösterreich Christian Hoffmann Markus Grinninger Alois Schwarz |
| 1996          | Tirol Alois Blassnig Norbert Ganner Ludwig Gredler                    | Steiermark Christoph Sumann Wolfgang Perner Gerhard Drosg         | Oberösterreich Schwarz Markus Grinninger Christian Hoffmann       |
| 1997          | Steiermark Achim Walcher Gerhard Urain André Blatter                  | Oberösterreich Alois Schwarz Markus Grinninger Christian Schwarz  | Salzburg Enrico Rieder Fersterer                                  |
| 1998          | SteiermarkChristoph Sumann Gerhard Urain Achim Walcher                | Oberösterreich Schwarz Markus Grinninger Christian Hoffmann       | SalzburgThomas Stöggl Alois Stadlober Michail Botwinow            |
| 2011          | KärntenDaniel Mesotitsch Thomas Grader Jürgen Pinter                  | SteiermarkGert Bachner Niklas Liederer Max Hauke                  | VorarlbergDominik Baldauf Bernhard Bär Aurelius Herburger         |
| 2012          | SalzburgSven Grossegger Tobias Eberhard Bernhard Tritscher            | TirolMarkus Bader Harald Wurm Thomas Ebner                        | SteiermarkNiklas Liederer Kevin Plessnitzer Max Hauke             |
| 2013          | SteiermarkNiklas Liederer Kevin Plessnitzer Max Hauke                 | SalzburgLuis Stadlober Manuel Hirner Bernhard Tritscher           | TirolThomas Ebner Norbert Ganner Harald Wurm                      |
| 2014          | SalzburgLuis Stadlober Sven Grossegger Bernhard Tritscher             | SteiermarkJan-Merlin Liederer Niklas Liederer Max Hauke           | SalzburgAlexander Brandner Bernhard Flaschberger Paul Gerstgraser |

### Skiroller
| Meisterschaft      | Gold                  | Silber             | Bronze                  |
| ------------------ | --------------------- | ------------------ | ----------------------- |
| 2011               | Thomas Ebner          | Bernhard Tritscher | Thomas Stöggl           |
| 2012               | Bernhard Tritscher    | Martin Stockinger  | Harald Wurm             |
| 2013               | Martin Stockinger     | Johannes Dürr      | Manuel Hirner           |
| 2014 9 km          | Johannes Dürr         | Luis Stadlober     | Niklas Liederer         |
| 2014 50 km         | Harald Wurm           | Bernhard Tritscher | Aurelius Herburger      |
| 2015               | Bernhard Tritscher    | Dominik Baldauf    | Max Hauke               |
| 2016 9 km          | Bernhard Tritscher    | Luis Stadlober     | Alexander Gotthalmseder |
| 2016 30 km         | Bernhard Tritscher    | Markus Bader       | Luis Stadlober          |
| 2017 50 km         | Bernhard Tritscher    | Simon Kugler       | Mathias Fugger          |
| 2018 9 km Berglauf | Bernhard Tritscher    | Luis Stadlober     | Simon Kugler            |
| 2018 50 km         | Harald Lemmerer       | Bernhard Tritscher | Tobias Habenicht        |
| 2019 9 km Berglauf | Bernhard Tritscher    | Max Hauke          | Christian Hoffmann      |
| 2019 50 km         | Dominik Baldauf       | Bernhard Tritscher | Max Hauke               |
| 2020 9 km Berglauf | Bernhard Flaschberger | Bernhard Tritscher | Benjamin Moser          |
| 2020 50 km         | Bernhard Tritscher    | Phillipp Leodolter | Benjamin Moser          |

## Frauen

### 5 km
| Meisterschaft  | Gold                  | Silber              | Bronze              |
| -------------- | --------------------- | ------------------- | ------------------- |
| 1966           | Heidi Ludwig          |                     |                     |
| 1967           | Heidi Ludwig          |                     |                     |
| 1968           | Heidi Ludwig          |                     |                     |
| 1971           | Heidi Ludwig          | Rita Fuchs          | Josefa Fischbacher  |
| 1972           | Hermine Wachter       | Gudrun Smolle       | Christa Knabl       |
| 1973           | Herta Pratl           | Hermine Wachter     | Barbara Stöckl      |
| 1974           | Barbara Stöckl        | Herta Pratl         | Dagmar Pöschl       |
| 1975           | Barbara Stöckl        | Veronika Mitgutsch  | Gertrud Gasteiger   |
| 1976           | Sylvia Schweiger      | Barbara Stöckl      | Gertrud Gasteiger   |
| 1977           | Gertrud Gasteiger     | Veronika Mitgutsch  | Christl Gassauer    |
| 1978           | Gertrud Gasteiger     | Barbara Stöckl      | Veronika Mitgutsch  |
| 1979           | Barbara Stöckl        | Monika Kober        | Andrea Bayer        |
| 1980           | Marlene Resch         |                     |                     |
| 1981           | Andrea Bayer          | Marlene Resch       | Barbara Stöckl      |
| 1983           | Margot Kober          | Monika Kober        | Doris Bauhofer      |
| 1984           | Andrea Grossegger     | Cornelia Sulzer     | Margot Kober        |
| 1985           | Cornelia Sulzer       | Margot Kober        | Maria Theurl        |
| 1986           | Cornelia Sulzer       | Margot Kober        | Jutta Mainhart      |
| 1987           | Maria Theurl          | Margot Kober        | Cornelia Sulzer     |
| 1988           | Cornelia Sulzer       | Maria Theurl        | Margot Kober        |
| 1989           | Jutta Mainhart        | Cornelia Sulzer     | Maria Theurl        |
| 1990 Freistil  | Cornelia Sulzer       | Jutta Mainhart      | Elfriede Mühlberger |
| 1990 klassisch | Cornelia Sulzer       | Maria Theurl        | Jutta Mainhart      |
| 1991           | Jutta Mainhart        | Lucie Ptacek        | Hildegard Embacher  |
| 1992           | Jutta Mainhart        | Cornelia Sulzer     | Renate Roider       |
| 1994           | Renate Roider         | Gudrun Pflüger      | Maria Theurl        |
| 1995           | Gudrun Pflüger        | Renate Roider       | Doris Wieser        |
| 1996           | Maria Theurl          | Renate Roider       | Bettina Mesotitsch  |
| 1997           | Maria Theurl          | Renate Roider       | Bettina Mesotitsch  |
| 1998           | Maria Theurl          | Renate Roider       | Bettina Mesotitsch  |
| 1999           | Maria Theurl          | Renate Roider       | Hildegard Embacher  |
| 2001           | Renate Roider         | Anna Sprung         | Evelyn Salfellner   |
| 2002           | Karin Zehentner       | Kristina Bertl      | Brigitte Winkler    |
| 2003           | Michaela Hierschläger | Karin Zehentner     | Marlene Kendler     |
| 2008           | Kateřina Smutná       | Romana Schrempf     | Elisabeth Kaml      |
| 2009           | Veronika Mayerhofer   | Bettina Mesotitsch  | Nathalie Schwarz    |
| 2010           | Teresa Stadlober      | Veronika Mayerhofer | Sandra Edelbauer    |
| 2011           | Veronika Mayerhofer   | Teresa Stadlober    | Nathalie Schwarz    |
| 2012           | Kerstin Muschet       | Teresa Stadlober    | Nathalie Schwarz    |
| 2013           | Teresa Stadlober      | Kerstin Muschet     | Veronika Mayerhofer |
| 2014           | Teresa Stadlober      | Veronika Mayerhofer | Nathalie Schwarz    |
| 2015           | Barbara Walchhofer    | Anna Seebacher      | Jasmin Berchtold    |
| 2016           | Teresa Stadlober      | Nathalie Schwarz    | Lisa Unterweger     |
| 2021           | Barbara Walchhofer    | Jasmin Berchtold    | Witta Walcher       |

### 10 km
| Meisterschaft  | Gold              | Silber              | Bronze             |
| -------------- | ----------------- | ------------------- | ------------------ |
| 1961           | Heidi Ludwig      |                     |                    |
| 1962           | Heidi Ludwig      |                     |                    |
| 1963           | Heidi Ludwig      |                     |                    |
| 1964           | Heidi Ludwig      |                     |                    |
| 1965           | Heidi Ludwig      |                     |                    |
| 1975           | Barbara Stöckl    | Sylvia Schweiger    | Veronika Mitgutsch |
| 1976           | Barbara Stöckl    | Sylvia Schweiger    | Gertrud Gasteiger  |
| 1977           | Gertrud Gasteiger | Sylvia Schweiger    | Veronika Mitgutsch |
| 1978           | Monika Kober      | Veronika Mitgutsch  | Eva Maier          |
| 1979           | Barbara Stöckl    | Monika Kober        | Marianne Greber    |
| 1980           | Marlene Resch     | Barbara Stöckl      | Marianne Greber    |
| 1981           | Marlene Resch     | Andrea Bayer        | Barbara Stöckl     |
| 1982           | Andrea Bayer      | Marlene Resch       | Monika Kober       |
| 1983           | Margot Kober      | Marlene Resch       | Cornelia Sulzer    |
| 1985           | Margot Kober      | Cornelia Sulzer     | Maria Theurl       |
| 1986           | Cornelia Sulzer   | Margot Kober        | Maria Theurl       |
| 1987           | Cornelia Sulzer   | Maria Theurl        | Margot Kober       |
| 1988           | Cornelia Sulzer   | Maria Theurl        | Margot Kober       |
| 1989 Freistil  | Maria Theurl      | Jutta Mainhart      | Cornelia Sulzer    |
| 1989 klassisch | Cornelia Sulzer   | Jutta Mainhart      | Hildegard Embacher |
| 1990           | Jutta Mainhart    | Cornelia Sulzer     | Maria Theurl       |
| 1991 Freistil  | Maria Theurl      | Hildegard Embacher  | Jutta Mainhart     |
| 1991 klassisch | Jutta Mainhart    | Renate Roider       | Maria Theurl       |
| 1992           | Jutta Mainhart    | Cornelia Sulzer     | Gudrun Pflüger     |
| 1993           | Gudrun Pflüger    | Jutta Mainhart      | Cornelia Sulzer    |
| 1994           | Gudrun Pflüger    | Renate Roider       | Maria Theurl       |
| 1998           | Maria Theurl      | Renate Roider       | Bettina Mesotitsch |
| 1999           | Maria Theurl      | Hildegard Embacher  |                    |
| 2004           | Barbara Feichtner | Sabrina Schairer    | Bettina Mesotitsch |
| 2006           | Kateřina Smutná   | Sabrina Gitschtaler | Irene Eder         |
| 2007           | Kateřina Smutná   | Romana Schrempf     | Sabrina Schairer   |
| 2017           | Anna Seebacher    | Lisa Unterweger     | Barbara Walchhofer |
| 2018           | Anna Seebacher    | Jasmin Berchtold    | Lisa Achleitner    |
| 2019           | Teresa Stadlober  | Jasmin Berchtold    | Anna Juppe         |
| 2020           | Lisa Unterweger   | Barbara Walchhofer  | Lisa Achleitner    |

### 15 km
| Meisterschaft | Gold             | Silber              | Bronze               |
| ------------- | ---------------- | ------------------- | -------------------- |
| 1992          | Jutta Mainhart   | Cornelia Sulzer     | Gudrun Pflüger       |
| 1993          | Jutta Mainhart   | Renate Roider       | Cornelia Sulzer      |
| 1994          | Renate Roider    | Gudrun Pflüger      | Maria Theurl         |
| 1995          | Renate Roider    | Maria Theurl        | Gudrun Pflüger       |
| 1996          | Maria Theurl     | Renate Roider       | Iris Eckschläger     |
| 1997          | Gudrun Pflüger   | Irene Eder          | Bettina Mesotitsch   |
| 2000          | Maria Theurl     | Renate Roider       | Iris Eckschläger     |
| 2002          | Anna Sprung      | Iris Eckschläger    | Eva Wilfinger        |
| 2003          | Karin Zehentner  | Bettina Mesotitsch  | Sabrina Gitschtaler  |
| 2005          | Kateřina Smutná  | Andrea Höller       | Iris Eckschläger     |
| 2006          | Kateřina Smutná  | Iris Eckschläger    | Renate Roider        |
| 2007          | Kateřina Smutná  | Romana Schrempf     | Eveline Egarter      |
| 2008          | Kateřina Smutná  | Romana Schrempf     | Kerstin Muschet      |
| 2009          | Kateřina Smutná  | Tanja Erler         | Sabrina Schairer     |
| 2010          | Kateřina Smutná  | Ramona Düringer     | Elisabeth Gletthofer |
| 2011          | Kateřina Smutná  | Veronika Mayerhofer | Renate Ganner        |
| 2012          | Kateřina Smutná  | Teresa Stadlober    | Veronika Mayerhofer  |
| 2013          | Nathalie Schwarz | Teresa Stadlober    | Ramona Düringer      |
| 2014          | Kateřina Smutná  | Teresa Stadlober    | Nathalie Schwarz     |
| 2015          | Teresa Stadlober | Lisa Unterweger     | Anna Seebacher       |
| 2016          | Nathalie Schwarz | Jasmin Berchtold    | Barbara Walchhofer   |
| 2017          | Teresa Stadlober | Lisa Unterweger     | Anna Seebacher       |
| 2018          | Lisa Unterweger  | Anna Seebacher      | Barbara Walchhofer   |
| 2019          | Teresa Stadlober | Lisa Unterweger     | Barbara Walchhofer   |

### 20 km
| Meisterschaft | Gold               | Silber             | Bronze             |
| ------------- | ------------------ | ------------------ | ------------------ |
| 1981          | Marlene Resch      | Barbara Stöckl     | Maria Hoch         |
| 1982          | Andrea Bayer       | Marlene Resch      | Barbara Stöckl     |
| 1983          | Margot Kober       | Marlene Resch      | Cornelia Sulzer    |
| 1984          | Margot Kober       | Cornelia Sulzer    | Monika Kober       |
| 1985          | Margot Kober       | Maria Theurl       | Cornelia Sulzer    |
| 1986          | Cornelia Sulzer    | Hildegard Embacher | Margot Kober       |
| 1988          | Maria Theurl       | Cornelia Sulzer    | Margot Kober       |
| 1989          | Maria Theurl       | Jutta Mainhart     | Andrea Grossegger  |
| 1990          | Cornelia Sulzer    | Maria Theurl       | Jutta Mainhart     |
| 1991          | Hildegard Embacher | Maria Theurl       | Jutta Mainhart     |
| 1992          | Cornelia Sulzer    | Maria Theurl       | Gudrun Pflüger     |
| 1993          | Maria Theurl       | Renate Roider      | Gudrun Pflüger     |
| 1996          | Gudrun Pflüger     | Renate Roider      | Bettina Mesotitsch |

### 25 km
| Meisterschaft | Gold          | Silber        | Bronze            |
| ------------- | ------------- | ------------- | ----------------- |
| 2001          | Renate Roider | Andrea Höller | Evelyn Salfellner |

### 30 km
| Meisterschaft | Gold            | Silber             | Bronze              |
| ------------- | --------------- | ------------------ | ------------------- |
| 1994          | Gudrun Pflüger  | Maria Theurl       | Renate Roider       |
| 1995          | Gudrun Pflüger  | Maria Theurl       | Renate Roider       |
| 1997          | Gudrun Pflüger  | Renate Roider      | Iris Eckschläger    |
| 1998          | Maria Theurl    | Renate Roider      | Bettina Mesotitsch  |
| 1999          | Maria Theurl    | Bettina Mesotitsch | Annika Vergeiner    |
| 2000          | Maria Theurl    | Andrea Höller      | Karin Zehentner     |
| 2002          | Andrea Höller   | Karin Zehentner    | Elisabeth Märzinger |
| 2003          | Renate Roider   | Eveline Sigl       | Andrea Höller       |
| 2004          | Kateřina Smutná | Bettina Mesotitsch | Sabrina Schairer    |

### Verfolgung/Doppelverfolgung
| Meisterschaft | Gold                  | Silber              | Bronze              |
| ------------- | --------------------- | ------------------- | ------------------- |
| 1995          | Gudrun Pflüger        | Renate Roider       | Doris Wieser        |
| 1996          | Maria Theurl          | Renate Roider       | Bettina Mesotitsch  |
| 1998          | Maria Theurl          | Bettina Mesotitsch  | Sonja Zinkl         |
| 1999          | Maria Theurl          | Renate Roider       | Hildegard Embacher  |
| 2000          | Kumiko Yokoyama       | Renate Roider       | Eva Wilfinger       |
| 2002          | Michaela Hierschläger | Sabrina Gitschtaler | Viktoria Tatschl    |
| 2004          | Kateřina Smutná       | Bettina Mesotitsch  | Barbara Feichtner   |
| 2005          | Iris Eckschläger      | Sabrina Gitschtaler | Monika Bär          |
| 2006          | Kateřina Smutná       | Irene Eder          | Sabrina Gitschtaler |
| 2007          | Kateřina Smutná       | Romana Schrempf     | Sabrina Schairer    |
| 2009          | Veronika Mayerhofer   | Nathalie Schwarz    | Bettina Mesotitsch  |
| 2010          | Veronika Mayerhofer   | Teresa Stadlober    | Sandra Edelbauer    |
| 2011          | Andrea Reithmayr      | Teresa Stadlober    | Veronika Mayerhofer |
| 2012          | Nathalie Schwarz      | Kerstin Muschet     | Veronika Mayerhofer |
| 2013          | Kerstin Muschet       | Nathalie Schwarz    | Lisa Unterweger     |
| 2014          | Nathalie Schwarz      | Veronika Mayerhofer | Kerstin Muschet     |
| 2015          | Anna Seebacher        | Jasmin Berchtold    | Barbara Walchhofer  |
| 2016          | Teresa Stadlober      | Nathalie Schwarz    | Lisa Unterweger     |
| 2017          | Lisa Unterweger       | Anna Seebacher      | Lisa Achleitner     |
| 2018          | Anna Seebacher        | Barbara Walchhofer  | Jasmin Berchtold    |
| 2019          | Jasmin Berchtold      | Barbara Walchhofer  | Anna Juppe          |
| 2020          | Barbara Walchhofer    | Lisa Achleitner     | Jasmin Berchtold    |

### Sprint
| Meisterschaft | Gold              | Silber                 | Bronze                |
| ------------- | ----------------- | ---------------------- | --------------------- |
| 2000          | Maria Theurl      | Barbara Feichtner      | Iris Eckschläger      |
| 2001          | Marlene Kendler   | Isabella Wechselberger | Karin Zehentner       |
| 2002          | Barbara Feichtner | Michaela Hierschläger  | Karin Zehentner       |
| 2003          | Kumiko Yokoyama   | Barbara Feichtner      | Karin Zehentner       |
| 2004          | Barbara Feichtner | Bettina Mesotitsch     | Michaela Hierschläger |
| 2005          | Barbara Feichtner | Kateřina Smutná        | Michaela Hierschläger |
| 2006          | Irene Eder        | Barbara Feichtner      | Bettina Mesotitsch    |
| 2007          | Barbara Feichtner | Michaela Hierschläger  | Romana Schrempf       |
| 2008          | Kerstin Muschet   | Romana Schrempf        | Elisabeth Kaml        |
| 2009          | Kerstin Muschet   | Irene Eder             | Bettina Mesotitsch    |
| 2010          | Kateřina Smutná   | Nathalie Schwarz       | Veronika Mayerhofer   |
| 2011          | Nathalie Schwarz  | Veronika Mayerhofer    | Sandra Bader          |
| 2012          | Nathalie Schwarz  | Kerstin Muschet        | Maria Flecker         |
| 2013          | Kerstin Muschet   | Nathalie Schwarz       | Veronika Mayerhofer   |
| 2014          | Kerstin Muschet   | Veronika Mayerhofer    | Sandra Edelbauer      |
| 2015          | Teresa Stadlober  | Nathalie Schwarz       | Anna Seebacher        |
| 2016          | Nathalie Schwarz  | Jasmin Berchtold       | Lisa Achleitner       |
| 2017          | Lisa Unterweger   | Teresa Stadlober       | Anna Seebacher        |
| 2018          | Lisa Unterweger   | Barbara Walchhofer     | Anna Juppe            |
| 2019          | Lisa Unterweger   | Teresa Stadlober       | Lisa Achleitner       |
| 2020          | Lisa Achleitner   | Anna Juppe             | Jasmin Berchtold      |
| 2021          | Anna Juppe        | Witta Walcher          | Barbara Walchhofer    |

### Teamsprint
| Meisterschaft | Gold                                 | Silber                                   | Bronze                           |
| ------------- | ------------------------------------ | ---------------------------------------- | -------------------------------- |
| 1999          | Annika Vergeiner Maria Theurl        | Bettina Mesotitsch A. Pinter             | Embacher Weisleitner             |
| 2000          | Barbara Feichtner Maria Theurl       | Andrea Grossegger Kumiko Yokoyama        | Bettina Mesotitsch A. Pinter     |
| 2001          | Anna Sprung Salfellner               | Barbara Feichtner Laner                  | Wieser Winkler                   |
| 2002          | Winkler Karin Zehentner              | Elke Rabeder Iris Eckschläger            | Andrea Grossegger Andrea Höller  |
| 2003          | Marlene Kendler Karin Zehentner      | Isabella Wechselberger Barbara Feichtner | Daniela Biechl Winkler           |
| 2004          | Daniela Biechl Kateřina Smutná       | Bettina Mesotitsch Sabrina Gitschtaler   | Laner Barbara Feichtner          |
| 2006          | Barbara Feichtner Bettina Mesotitsch | Elisabeth Kaml Kerstin Muschet           | Irene Eder Michaela Hierschläger |

### Staffel
| Meisterschaft | Gold                                                         | Silber                                                         | Bronze                                                           |
| ------------- | ------------------------------------------------------------ | -------------------------------------------------------------- | ---------------------------------------------------------------- |
| 1976          | Tirol Fuchs Gertrud Gasteiger Barbara Stöckl                 | SteiermarkChristl Gassauer Marlene Resch Sylvia Schweiger      | Krenmayr Rathmayr Selinger                                       |
| 1977          | SteiermarkMarlene Resch Christl Gassauer Sylvia Schweiger    | Tirol Hechenberger Kober Gertrud Gasteiger                     |                                                                  |
| 1978          | TirolBarbara Stöckl Kober Gertrud Gasteiger                  | Tirol Fuchs Hechenberger Städele                               | VorarlbergAndrea Bayer Greber Veronika Mitgutsch                 |
| 1979          | TirolKober Gertrud Gasteiger Barbara Stöckl                  | SteiermarkKöpl Sylvia Schweiger Marlene Resch                  | VorarlbergGreber Veronika Mitgutsch Andrea Bayer                 |
| 1980          | Steiermark                                                   | Tirol                                                          | Vorarlberg                                                       |
| 1981          | TirolBauhofer Bammer Barbara Stöckl                          | SteiermarkFürstner Fussi Marlene Resch                         | TirolMargot Kober Hoch Monika Kober                              |
| 1983          | Salzburg                                                     | Tirol                                                          | Steiermark                                                       |
| 1984          | Tirol                                                        | Steiermark                                                     | Salzburg                                                         |
| 1985          | Tirol                                                        | Salzburg                                                       | Steiermark                                                       |
| 1986          | TirolMargot Kober Hildegard Embacher Maria Theurl            | SalzburgPelzmann Elfriede Mühlberger Andrea Grossegger         | Winkler Laner Rief                                               |
| 1987          | TirolMaria Theurl Hildegard Embacher Margot Kober            | SalzburgPelzmann Elfriede Mühlberger Andrea Grossegger         | Rief Laner Hasenauer                                             |
| 1988          | TirolMargot Kober Hildegard Embacher Maria Theurl            | SteiermarkProfenter Kirnbauer Cornelia Sulzer                  | SalzburgElfriede Mühlberger Haas Pelzmann                        |
| 1989          | TirolHildegard Embacher Hasenauer Maria Theurl               | SteiermarkSalcher Cornelia Sulzer Hollauf                      | KärntenJutta Mainhart Gatti Weissitsch                           |
| 1990          | TirolHildegard Embacher Laner Maria Theurl                   | SteiermarkSalcher Cornelia Sulzer Kirnbauer                    | Meusburger Hager Marent                                          |
| 1992          | SalzburgElfriede Mühlberger Gudrun Pflüger Sulzer            | Oberösterreich Bachner Eder Renate Roider                      | TirolWeisleitner Laner Lebiedzik                                 |
| 1993          | TirolWeisleitner Hechenberger Maria Theurl                   | Salzburg                                                       | Oberösterreich                                                   |
| 1994          | SalzburgAndrea Grossegger Mühlberger Gudrun Pflüger          | KärntenJutta Mainhart Ulbing Bettina Mesotitsch                | Oberösterreich Renate Roider Enzenhofer Eder                     |
| 1995          | TirolBrecher Maria Theurl Weisleitner                        | SalzburgAndrea Grossegger Karin Eckschlager Gudrun Pflüger     |                                                                  |
| 1996          | Oberösterreich Renate Roider Eveline Sigl Eder               | TirolWeisleitner Diechtler Maria Theurl                        | KärntenUlbing Pinter Bettina Mesotitsch                          |
| 1997          | SalzburgGudrun Pflüger Elke Rabeder Karin Eckschlager        | Oberösterreich Renate Roider Eveline Sigl Eder                 | Niederösterreich Doris Wieser Winkler Reithofer                  |
| 1998          | TirolLaner Weisleitner Maria Theurl                          | SalzburgKarin Eckschlager Andrea Grossegger Gudrun Pflüger     | Oberösterreich Renate Roider Hinterhölzl Eveline Sigl            |
| 2011          | SalzburgVeronika Mayerhofer Teresa Stadlober Kateřina Smutná | SteiermarkMaria Flecker Romana Schrempf Lisa Unterweger        | TirolSandra Bader Lisa Hauser Renate Ganner                      |
| 2012          | SalzburgVeronika Mayerhofer Teresa Stadlober Kateřina Smutná | SteiermarkLisa Unterweger Maria Flecker Fabienne Hartweger     | OberösterreichSophie Schimpl Sandra Edelbauer Nathalie Schwarz   |
| 2013          | SalzburgBarbara Walchhofer Julia Pfennich Teresa Stadlober   | OberösterreichSandra Edelbauer Sophie Schimpl Nathalie Schwarz | SteiermarkLisa Unterweger Maria Flecker Johanna Erhart           |
| 2014          | SalzburgTeresa Stadlober Anna Seebacher Kateřina Smutná      | SalzburgBarbara Walchhofer Tina Zierler Julia Pfennich         | SteiermarkFabienne Hartweger Melanie Hochfellner Lisa Unterweger |

### Skiroller
| Meisterschaft        | Gold                | Silber              | Bronze               |
| -------------------- | ------------------- | ------------------- | -------------------- |
| 2004                 | Bettina Mesotitsch  |                     |                      |
| 2011                 | Kateřina Smutná     | Veronika Mayerhofer | Andrea Reithmayr     |
| 2012                 | Kateřina Smutná     | Veronika Mayerhofer | Sandra Bader         |
| 2013                 | Veronika Mayerhofer | Kerstin Muschet     | Teresa Stadlober     |
| 2014 6 km            | Teresa Stadlober    | Lisa Unterweger     | Kerstin Muschet      |
| 2014 30 km           | Veronika Mayerhofer | Teresa Stadlober    | Kerstin Muschet      |
| 2016 6,5 km          | Nathalie Schwarz    | Anna Seebacher      | Lisa Achleitner      |
| 2016 17 km           | Veronika Mayerhofer | Teresa Stadlober    | Nathalie Schwarz     |
| 2017 30 km           | Magdalena Machreich |                     |                      |
| 2018 6,3 km Berglauf | Teresa Stadlober    | Lisa Unterweger     | Barbara Walchhofer   |
| 2018 30 km           | Anna Juppe          | Lisa Achleitner     | Katharina Brudermann |
| 2019 6,3 km Berglauf | Teresa Stadlober    | Lisa Achleitner     | Anna Juppe           |
| 2019 30 km           | Lisa Achleitner     | Barbara Walchhofer  | Anna Juppe           |
| 2020 9 km Berglauf   | Barbara Walchhofer  | Lisa Unterweger     | Anna Juppe           |
| 2020 30 km           | Barbara Walchhofer  | Lisa Achleitner     | Anna Juppe           |